# Kamala Sohonie
Kamala Sohonie (* 18. Juni 1911 in Indore, damals Fürstenstaat Gwalior, heute Madhya Pradesh; † 28. Juni 1998 in Neu-Delhi) war eine indische Biochemikerin, die 1939 als erste indische Frau in einer wissenschaftlichen Disziplin promoviert wurde. Ihre Arbeit am Indian Institute of Science (IISc) in Bangalore ebnete den Weg zur Akzeptanz, dass Frauen zum ersten Mal in dessen Geschichte in die Institution aufgenommen werden konnten.
Die Forschungen von Kamala Sohonie beschäftigten sich vor allem mit den Auswirkungen von Vitaminen und den Nährwerten von Hülsenfrüchten, Reis und anderen Lebensmitteln, die von einigen der ärmsten Bevölkerungsgruppen Indiens regelmäßig konsumiert werden. Ihre Arbeit über die ernährungsphysiologischen Vorteile des Palmenextrakts namens „Neera“ wurde durch den Vorschlag des damaligen Präsidenten Rajendra Prasad inspiriert. Kamala Sohonie erhielt für diese Arbeit den Rashtrapati Award.

## Leben und Werk

### Familie und Ausbildung
Kamala Sohonie, geborene Bhagvat, wurde 1911 in Indore, Fürstenstaat Gwalior, heute Madhya Pradesh, Indien geboren. Ihr Vater Narayanarao Bhagvat und auch ihr Onkel Madhavrao Bhagvat waren Chemiker und Alumni des Tata Institute of Sciences, das später das Indian Institute of Science in Bangalore wurde. Sohonie folgte entsprechend der Familientradition und errang ihren Bachelor of Science 1933 in Chemie als Hauptfach und Physik als Nebenfach an der Bombay University.
Sohonie bewarb sich danach beim Indian Institute of Science um ein Forschungsstipendium, aber ihr Antrag wurde vom damaligen Direktor und Nobelpreisträger C. V. Raman abgelehnt mit der Begründung, dass Frauen nicht kompetent genug seien, um Forschung zu betreiben. Sohonie reagierte auf die Ablehnung mit einer satyagraha vor seinem Büro und überredete ihn, ihr die Zulassung zu gewähren. Er stellte drei Bedingungen:
1. Sie werde nicht als reguläre Kandidatin zugelassen und befinde sich auf Bewährung für das erste Jahr. Das werde auch auf dem gesamten Campus bekannt sein, bis sie ihre Arbeit erfolgreich abgeschlossen habe.
2. Sie müsse bis spät in der Nacht arbeiten, gemäß den Anweisungen ihres Forschungsleiters.
3. Sie dürfe die Laboratmosphäre nicht „verderben“ (sie sollte für die männlichen Forscher keine „Ablenkung“ sein).

Obwohl von diesen Regeln zugegebenermaßen gedemütigt, stimmte Sohonie den Bedingungen zu und wurde 1933 die erste Frau, die in das Institut aufgenommen wurde. Später sagte sie: „Obwohl Raman ein großer Wissenschaftler war, war er sehr engstirnig. Ich kann nie vergessen, wie er mich behandelt hat, nur weil ich eine Frau war. Schon damals hat Raman mich nicht als reguläre Schülerin aufgenommen. Das war eine große Beleidigung für mich. Die Voreingenommenheit gegenüber Frauen war damals so schlimm. Was kann man erwarten, wenn sich sogar ein Nobelpreisträger so verhält?“

### Wissenschaftliche Karriere
Sohonies Mentor am IISc war Sri Srinivasayya. Während ihrer Zeit am Institut arbeitete sie an Proteinen in Milch, Hülsenfrüchten und Leguminosen und damit an einem Thema, das im indischen Kontext von besonderer Bedeutung war. Ihr Engagement und ihre Forschungsfreude beeinflussten Professor Ramans Entscheidung, Frauen ein Jahr nach Abschluss ihres Master-Studiums 1936 mit Auszeichnung am Institut zuzulassen.
Nach ihrem Abschluss wurde sie an die britische Cambridge University eingeladen, unter Derek Richter im Frederick-G.-Hopkins-Labor zu arbeiten. Sie wurde Studentin am Newnham College und immatrikulierte sich 1938, um Naturwissenschaften zu studieren. Als Richter die Stelle verließ, arbeitete sie bei Robin Hill und studierte Pflanzengewebe. Bei ihrer Arbeit an Kartoffeln entdeckte sie das Enzym Cytochrom c, das eine wesentliche Rolle in der Elektronentransportkette und damit beim Prozess, durch den Energie für Organismen erzeugt wird, spielt. Cytochrom c ist in allen Pflanzen- und Tierzellen zu finden. Ihre Arbeit hierzu wurde in 14 Monaten abgeschlossen und umfasste 40 Seiten, was eine Abkehr von den meist viel längeren Promotionseinreichungen bedeutete.
Nach ihrer Promotion kehrte Sohonie 1939 nach Indien zurück. Als Unterstützerin von Mahatma Gandhi wollte sie in ihr Land zurückkehren und zum Kampf um die Unabhängigkeit beitragen. Sie wurde als Professorin und Leiterin der Abteilung für Biochemie am Lady Hardinge Medical College in Neu-Delhi eingestellt. Später arbeitete sie im Nutrition Research Laboratory in Coonoor als Assistant Director und konzentrierte sich auf die Wirkung von Vitaminen.
1947 heiratete sie M. V. Sohonie, einen Aktuar, und zog nach Mumbai. Als Professorin am Royal Institute of Science in der Abteilung für Biochemie arbeitete sie an den ernährungswissenschaftlichen Aspekten von Hülsenfrüchten. Es wird angenommen, dass sich ihre Ernennung zur Direktorin des Instituts aufgrund der bestehenden geschlechtsspezifischen Benachteiligung in der wissenschaftlichen Gemeinschaft um vier Jahre verzögert hat. Während dieser Zeit führten Sohonie und ihre Schüler wichtige Forschungen über Lebensmittel durch, die hauptsächlich von finanziell benachteiligten Bevölkerungsgruppen in Indien konsumiert werden. Sohonie begann zudem die Arbeit an Neera, das aus den Blütenständen verschiedener Arten von Palmen gewonnen wurde, auf Vorschlag des damaligen indischen Präsidenten Rajendra Prasad. Sie fand signifikante Mengen an Vitamin A, Vitamin C und Eisen im Getränk, und dass diese Inhaltsstoffe auch die Zufügung von Neera zu Jaggery, unraffiniertem Palmzucker, und zu Melasse überstehen können. Spätere Studien zeigten, dass die Einbeziehung von Neera in die Ernährung unterernährter Jugendlicher und Schwangerer aus Stammesgemeinschaften als kostengünstige Nahrungsergänzung zu einer signifikanten Verbesserung der Gesundheit führte. Für ihre Arbeit hierzu wurde sie mit dem Rashtrapati Award ausgezeichnet.
Sohonie war aktives Mitglied der Consumer Guidance Society of India (CGSI). Sie wurde für den Zeitraum 1982 bis 1983 zur Präsidentin der CGSI gewählt und verfasste auch Artikel über die Verbrauchersicherheit für das Organisationsmagazin Keemat. Sie starb 1998, kurz nach einem Zusammenbruch während einer vom Indian Council of Medical Research (ICMR) in Neu-Delhi organisierten Auszeichnungszeremonie.
2023 wurde Sohonie von der Suchmaschine Google mit einem Doodle geehrt.

## Belege
1. ↑  Vikram Rai: Leading Ladies in the Earth Sciences in India, Book Rivers 2023, ISBN 978-93-5515-685-3, Abschnitt Profile of Kamala Sohonie. (books.google.com).
2. 1 2 3  
 How Kamala Sohonie Defied Gender Bias & Became the First Indian Woman PhD in Science In: The Better India, 10. März 2017. Abgerufen am 20. Januar 2018 (englisch).
3. 1 2 3 4  
Kamala Sohonie - Woman, Who Established the Nutritive Value of the Plants, Consumed by Poor People. (Memento vom 12. März 2019 im Internet Archive) indianbotanists.com, 7. März 2015; abgerufen am 18. Juni 2023 (englisch).
4. ↑  
Aravind Gupta: Kamala Sohonie. Indian National Science Academy, abgerufen am 19. Oktober 2012 (englisch).
5. ↑  
Kamala Sohonie. Streeshakti, abgerufen am 19. Oktober 2012 (englisch).
6. 1 2 3 4 5  
 Kamala Sohonie: First Indian Woman To Get A PhD In Science – IndianWomenInHistory In: Feminism in India, 25. Dezember 2017. Abgerufen am 20. Januar 2018 (englisch).
7. ↑  Jens Minor: Kamala Sohonie: Ein schönes Google-Doodle zum 112. Geburtstag der Biochemikerin + Geburtsjahr-Verwirrung. In: Google Watch Blog. 18. Juni 2023, archiviert vom Original am 18. Juni 2023; abgerufen am 18. Juni 2023 (deutsch).

| Personendaten    | Personendaten           |
| ---------------- | ----------------------- |
| NAME             | Sohonie, Kamala         |
| KURZBESCHREIBUNG | indische Biochemikerin  |
| GEBURTSDATUM     | 18. Juni 1911           |
| GEBURTSORT       | Indore, Gwalior (Staat) |
| STERBEDATUM      | 28. Juni 1998           |
| STERBEORT        | Neu-Delhi               |